# Покшивниця (Стараховицький повіт)
Покшивниця (пол. Pokrzywnica) — село в Польщі, у гміні Павлув Стараховицького повіту Свентокшиського воєводства.
Населення — 290 осіб (2011).
У 1975-1998 роках село належало до Келецького воєводства.

## Демографія
Демографічна структура на день 31 березня 2011 року:
|          | Загалом | Допрацездатний вік | Працездатний вік | Постпрацездатний вік |
| -------- | ------- | ------------------ | ---------------- | -------------------- |
| Чоловіки | 143     | 31                 | 92               | 20                   |
| Жінки    | 147     | 29                 | 85               | 33                   |
| Разом    | 290     | 60                 | 177              | 53                   |